# Stigmella ampla
Stigmella ampla (лат.) — вид молей-малюток рода Stigmella (Nepticulinae) из семейства Nepticulidae.

## Распространение
Южная Америка: Перу, влажные высокогорные луга парамо, Анды (4000 м), Dept. Lima, 10 км севернее Oyón, Quabrada Quichas, Pueblo Quichas, 10°34'17"S, 76°46'03"W.

## Описание
Мелкие молевидные бабочки. Длина передних крыльев самцов 5,1 мм, размах — 10,8—10,9 мм. Цвет золотисто-кремовый. Жгутик усика самцов состоит из 48 члеников. Самки, гусеницы и биология неизвестны. Имаго появляются в феврале.

## Этимология
Видовое название S. ampla происходит от латинского слова amplus (крупный, широкий), что связано с необычно крупным размером бабочки в сравнении с другими видами рода Stigmella.